# Arnaud Saint-Martin
Arnaud Saint-Martin, né le 25 janvier 1979 à Boulogne-Billancourt, est un sociologue des sciences et homme politique français, membre de La France insoumise,.

## Biographie

### Recherche en sociologie
Après des études de sociologie à l'Université Paris-Descartes et un mémoire de maitrise de sociologie consacré à l'affaire Sokal, Arnaud Saint-Martin soutient en 2008 à l'université Paris-Sorbonne sa thèse de doctorat intitulée L’office et le télescope : une sociologie historique de l’astronomie française, 1900-1940, préparée sous la direction de Terry Shinn.
En 2011, Arnaud Saint-Martin devient chargé de recherche au CNRS, spécialisé dans les questions aérospatiales. Il co-fonde en 2013 le Carnet Zilsel (arrêté en 2019) et en 2017 la revue Zilsel, dont les principales thématiques sont la sociologie, l'histoire, l'anthropologie et la philosophie des sciences et des techniques.
En 2015, avec un autre sociologue, Manuel Quinon, il révèle sur le Carnet Zilsel avoir co-écrit, sous le pseudonyme Jean-Pierre Tremblay, un article de recherche fantaisiste, parodiant les travaux de Michel Maffesoli, accepté dans la revue Sociétés fondée par ce dernier,.
Il publie en 2024 avec le chercheur Irénée Régnauld Une histoire de la conquête spatiale, un livre proposant des alternatives à la militarisation et à la privatisation de l'espace.

### Engagement politique
Conseiller municipal d'opposition à Melun depuis 2020, il est élu député en juillet 2024 dans la 1re circonscription de Seine-et-Marne, après une première tentative en 2022 sous les couleurs de la NUPES/LFI. Son élection fait basculer à gauche une circonscription presque continuellement ancrée à droite depuis 1958.
En janvier 2025, il exprime son opposition à un projet annoncé par le président du CNRS, Antoine Petit, d'attribuer le label key labs à un quart des laboratoires de l'organisme de recherche pour y rediriger des moyens humains et financiers.

## Publications en sociologie
- Arnaud Saint-Martin, La sociologie de Robert K. Merton, Paris, La Découverte, 2 mai 2013 (ISBN 978-2-7071-6887-0, lire en ligne ) — accès gratuit par la bibliothèque Wikipédia.
- Arnaud Saint-Martin, Science, Paris, Anamosa, 3 septembre 2020 (ISBN 978-2-38191-007-9, lire en ligne ) — accès gratuit par la bibliothèque Wikipédia.
- Jérôme Lamy et Arnaud Saint-Martin, « La sociologie historique des sciences et techniques : Essai de généalogie conceptuelle et d’histoire configurationnelle », Revue d'histoire des sciences, vol. 68, no 1,‎ 17 juin 2015, p. 175–214 (ISSN 0151-4105, DOI 10.3917/rhs.681.0175, lire en ligne )
- Arnaud Saint-Martin, « Les cerveaux, les télescopes et le village scientifique: Construction d'un dispositif de recherche en astrophysique (archives) », Terrains & travaux, vol. 11, no 2,‎ 1er septembre 2006, p. 81–100 (ISSN 1627-9506, DOI 10.3917/tt.011.0081, lire en ligne )